# Бірманська кампанія
Бірманська кампанія — бойові дії на території Британської Бірми під час Другої світової війни між британськими силами (включаючи індійські і бірманські війська, а також китайські підрозділи та американські найманці) та силами Японської імперії (в їх складі індійські та бірманські підрозділи).

## Напередодні війни
Бірма була частиною Британської імперії, завойованою в ході англо-бірманських воєн наприкінці 19 ст. Деякий час колонія управлялася з Британської Індії, а з 1937 року отримала відносне самоврядування.
1941 року в Бірмі знаходилися 1-ша бірманська дивізія (у складі 1-ї і 2-ї бірманських бригад), в квітні прибула 13-та індійська бригада (включена в 1-шу бірманську дивізію), в січні — 16-та індійська бригада (резерв командуючого військами в Бірмі).
Британське командування вважало, що японці можуть вторгнутися до Бірми через територію Шанської області, єдиною дорогою з Лаосу. Варіант південного шляху, через Тенассерім, практично не розглядався, оскільки через гористий і лісистий перешийок Кра можна було пробитися лише стежками. Виходячи з цього, командувач військами в Бірмі генерал Дональд Кеннет Маклеод направив напередодні війни 13-ту індійську і 1-шу бірманську бригади в Шанську область, залишивши на півдні Бірми тільки 2-гу бірманську бригаду, яка повинна була обороняти 500-км ділянку кордону, а також міста Моулмейн і Тавой, і транзитний аеродром в Вікторія-пойнт (нині Кодаун) на південному краю Бірми.
Японськими планами в Бірмі спочатку передбачалося лише захоплення Рангуну, столиці та головного морського порту в країні. Це дало б змогу перекрити суходольний транспортний коридор в Китай та забезпечити стратегічний захист японських завоювань в Малайї і голландській Ост-Індії.